# Cupedora nottensis
Cupedora nottensis är en snäckart som beskrevs av Alan Solem 1992. Cupedora nottensis ingår i släktet Cupedora och familjen Camaenidae. IUCN kategoriserar arten globalt som sårbar. Inga underarter finns listade i Catalogue of Life.